# Aeródromo de Mys Nizmenny
El Aeródromo de Mys Nizmenny (ICAO: ; IATA: ) se encuentra 7 km al norte de Anádyr, en el distrito autónomo de Chukotka, Rusia.
Se trata de una instalación desmantelada. Puede tratarse del aeródromo que servía a Anádyr antes de la construcción del aeropuerto de Anádyr-Úgolny.

## Pista
Mys Nizmenny dispone de una pista en dirección 10/28 de 750x20 m. (2461x66 pies).